# Leiurus macroctenus
Espèce
Leiurus macroctenus est une espèce de scorpions de la famille des Buthidae.

## Distribution
Cette espèce est endémique d'Oman. Elle se rencontre du Dhofar à Ras al Hadd.

## Description
Le mâle holotype mesure 72,50 mm et la femelle paratype 84,00 mm.

## Publication originale
- Lowe, Yağmur & Kovařík, 2014 : « Review of the Genus Leiurus Ehrenberg, 1828 (Scorpiones: Buthidae) with Description of Four New Species from the Arabian Peninsula. » Euscorpius, no 191, p. 1-129 (texte intégral).